# Persifor Frazer Smith

Persifor Frazer Smith

Persifor Frazer Smith (* 16. November 1798 in Philadelphia, Pennsylvania; † 17. Mai 1858 in Fort Leavenworth, Kansas) war ein US-amerikanischer Armee-Offizier und  Militärgouverneur von Kalifornien.

## Biografie
Smith war der Enkel von Persifor Frazer, einem Veteranen des Unabhängigkeitskrieges. Schon früh trat er in die Armee ein und kämpfte während der Seminolenkriege in Florida. Während des Mexikanisch-Amerikanischen Krieges war er Kommandeur einer Brigade, die an der Schlacht von Monterrey beteiligt war. Im September 1846 wurde er zum Brevet-Brigadegeneral befördert. Er nahm an weiteren Kämpfen in Mexiko teil und wurde zum Brevet-Generalmajor befördert. Nachdem er an den Waffenstillstandsverhandlungen teilgenommen hatte, wurde er Gouverneur von Mexiko-Stadt und für kurze Zeit Militärgouverneur von Kalifornien.
Nach dem Krieg war er zunächst Kommandeur über das Department of the Pacific, zu dem auch Kalifornien gehörte. Danach hatte er ein Kommando in Texas inne. Smith starb im Fort Leavenworth in Kansas, während er einen Streit schlichten wollte.